# Prinzessin Mononoke
Prinzessin Mononoke (japanisch もののけ姫 Mononoke Hime, deutsch etwa „Dämonenprinzessin“) ist ein japanischer Zeichentrickfilm (Anime) von Hayao Miyazaki und dessen Studio Ghibli aus dem Jahr 1997.
Wie auch andere Filme von Miyazaki thematisiert Mononoke Hime die Umweltzerstörung und die Frage, ob es eine echte Koexistenz von Mensch und Natur geben kann. Ein weiteres Leitthema ist eine Kritik über den Umgang mit Lepraerkrankten.

## Handlung
Ashitaka, der junge Prinz eines Emishi-Stammes, wird bei der erfolgreichen Verteidigung seines Dorfes gegen den Angriff eines zum Dämon gewordenen Keilers von einem tödlichen Fluch befallen. Auf der Suche nach Heilung reist er weit in den Westen und gelangt schließlich in die Heimat des Keilers Nago, eines ehemaligen Beschützers des Waldes. Er gerät zwischen die Fronten eines Krieges zwischen den Arbeitern einer Eisenhütte, die den Wald abholzen und Metalle abbauen, und den Tiergöttern und Tieren des Waldes, die ihr Territorium verteidigen.
Dabei trifft Ashitaka auf das bei den Wölfen lebende Mädchen San (Prinzessin Mononoke), die auf der Seite der Tiere kämpft. Ihre Gegnerin ist die machthungrige Herrin Eboshi vom Klan der Tatara, die die Bewohner der Eisenhütte vor den Angriffen der Tiere und Tiergötter schützen will. Sie versucht, mit den in den Eisenwerken hergestellten Feuerwaffen den Fürsten Asano zu besiegen und ihren Einflussbereich auszuweiten. Ashitaka versucht, zwischen den Parteien zu vermitteln und Eboshi daran zu hindern, den Waldgott zu töten, dessen Kopf sie dem Tennō bringen soll. Der Kopf des Waldgottes soll Gerüchten zufolge Unsterblichkeit verleihen. Der Tennō bietet Eboshis Stadt im Gegenzug Schutz vor den ständigen Angriffen der benachbarten Daimyō.
Während eines nächtlichen Überfalls von San wird Ashitaka durch den Schuss einer Dorfbewohnerin tödlich verwundet und von San zum See des Waldgottes gebracht, der ihm zwar das Leben rettet, ihn allerdings nicht von seinem Fluch befreit.

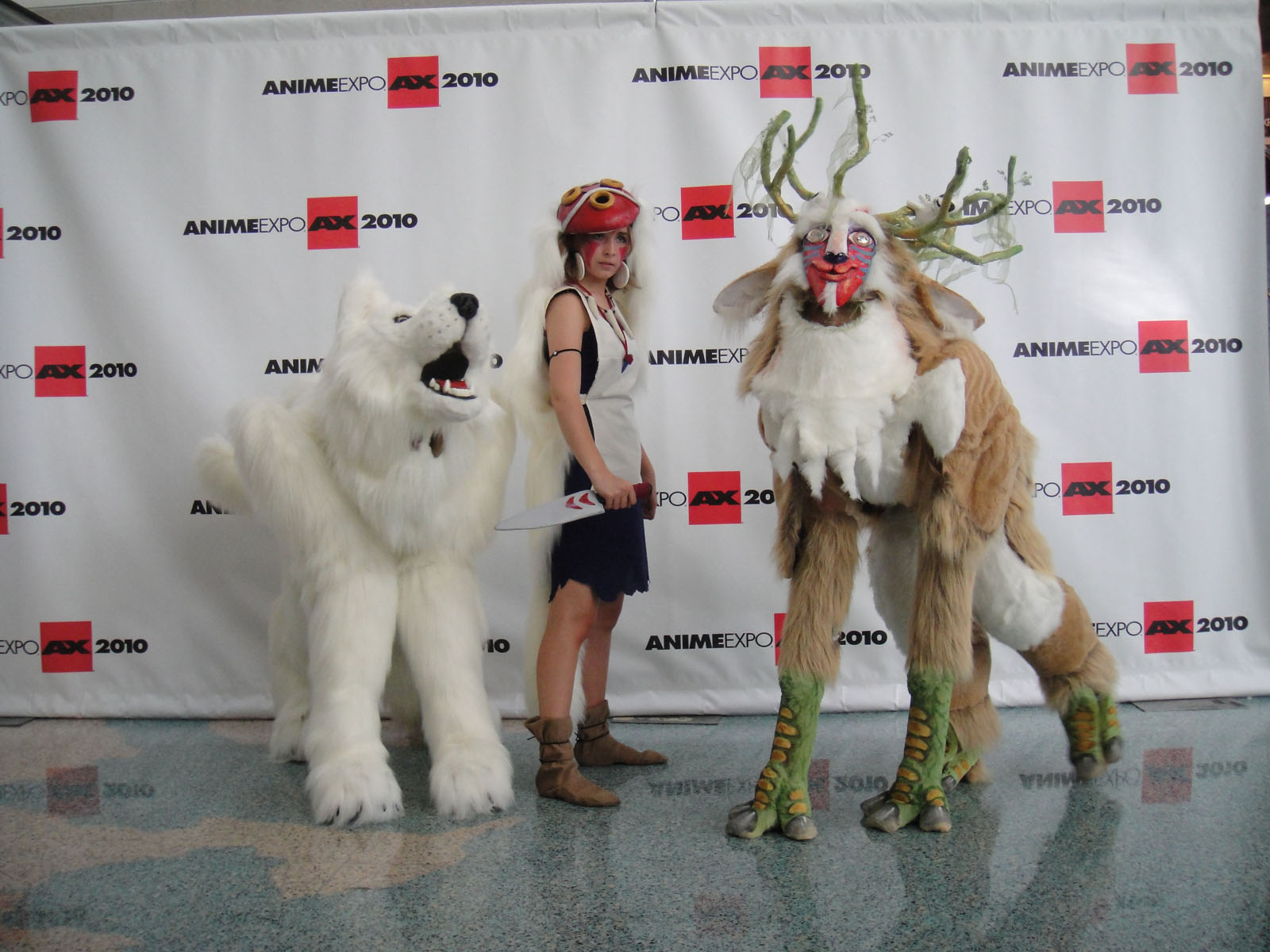
Cosplayer auf der Anime Expo 2010 in Los Angeles: Wolf, Prinzessin Mononoke, Waldgott

Während der noch immer sehr schwache Ashitaka in den nächsten Tagen von San gepflegt wird, bereitet sich der mächtige Stamm der Wildschweine auf eine letzte Schlacht mit den Menschen vor, um der Abholzung des Waldes ein Ende zu setzen. San entscheidet, gemeinsam mit den Wildschweinen und ihren Wolfsbrüdern in die Schlacht zu ziehen. Währenddessen macht sich Eboshi mit Jägern auf in den Wald, um den Waldgott zu töten, der am Tag die Gestalt eines Hirsches mit menschlichem Gesicht hat. Alle Wildschweine werden im Kampf getötet und der blinde Okoto, der Anführer der Wildschweine, schwer verletzt. Als San versucht, ihn zum Waldgott zu bringen, bricht Okoto aufgrund seiner Verletzungen zusammen. Durch das Zutun der Jäger, die sich unter den Fellen der toten Wildschweine versteckt halten und sich mit deren Blut eingerieben haben, glaubt Okoto, seine Krieger seien aus dem Reich der Toten zurückgekehrt, und droht ebenfalls zu einem rasenden Dämon wie Nago zu werden. San, die ihn beschützen will, wird ebenfalls vom Fluch getroffen. Am See des Waldgottes angekommen, stößt der genesene Ashitaka auf Sans Ziehmutter, die Wolfsgöttin Moro, die, von Eboshi verwundet, im Sterben liegt. Als Okoto dazukommt, beruhigt er sich wieder, und der Waldgott saugt ihm das restliche Leben aus. Eboshi versucht, den Waldgott zu töten, was misslingt, da Ashitaka sie zunächst davon abhalten kann. Dieser hat mit Moros Hilfe die bewusstlose San aus Okotos Gewalt befreit und versucht, sie aufzuwecken. Als es Nacht wird, verwandelt sich der Waldgott in einen Daidarabotchi, eine Art riesenhaften Nachtwandler. Während dieser Verwandlung schießt Eboshi ihm den Kopf ab. Sein kopfloser Körper verwandelt sich in eine schleimige Substanz, die allem das Leben aussaugt, was mit ihr in Berührung kommt. Die halbtote Wolfsgöttin reißt Eboshi mit letzter Kraft den rechten Arm ab und rächt sich dadurch für die Zerstörung des Waldes. Durch den Schleim werden die Eisenhütte und fast der ganze Wald zerstört. Erst als Ashitaka und San dem Waldgott den Kopf wieder zurückgeben, verschwindet dessen zerstörerische Gewalt und er lässt aus den Resten des Waldes und den Ruinen der Stadt neues Leben sprießen, wobei er selbst allerdings seine körperliche Gestalt verliert, da er sich, obwohl die Sonne bereits aufging, noch immer in der Gestalt des Nachtwandlers befand. Der Waldgott erlöst Ashitaka und San von deren Fluch.
Herrin Eboshi will die Stadt wieder aufbauen, diesmal, wie sie selbst sagt, jedoch eine „gute Stadt“. Ashitaka bietet San an, in der Eisenhütte zu leben, sie kann den Menschen aber noch nicht vergeben, und so will sie im Wald bleiben, aber er in der Eisenhütte leben, damit sie sich häufig besuchen können.

## Produktion
Der Film war der erste Anime, bei dem Cel Shading eingesetzt wurde, das heißt die Anfertigung von Animationen mit 3D-Computeranimation, die dann so gerendert wird, dass sie wie 2D-Animation aussieht. Für diese Arbeiten beauftragte Ghibli das vor allem auf Videospiele spezialisierte Studio Tōyō Links, das auch für andere Anime-Produktionen zuarbeitete. Die künstlerische Leitung lag bei Nizō Yamamoto.

## Veröffentlichung

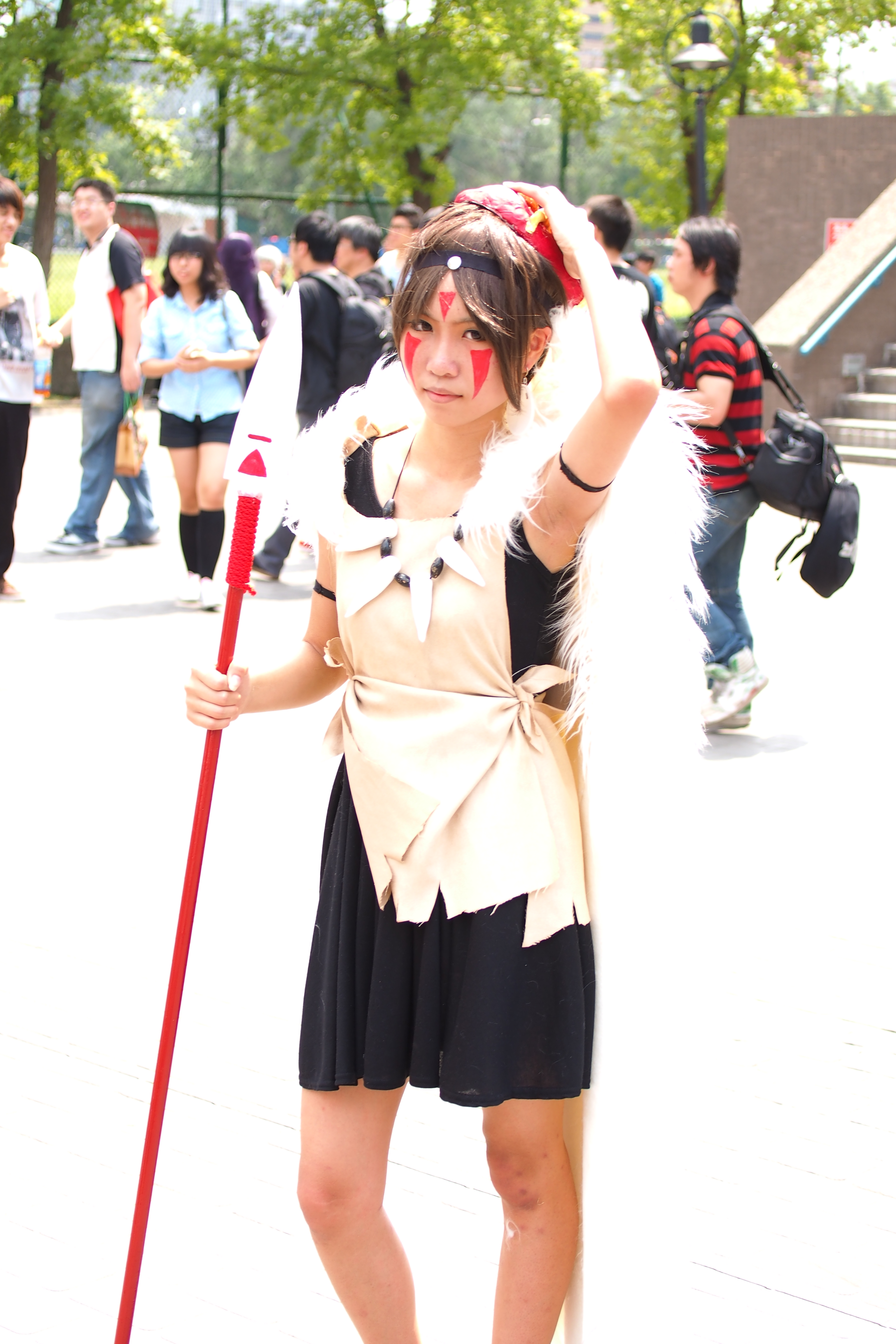
Cosplayerin als Prinzessin Mononoke

### International
Der Film, der 2,4 Milliarden Yen (umgerechnet ca. 18,9 Mio. Euro, Kursdatum: Juli 1997) kostete, kam am 17. Juli 1997 in die japanischen Kinos und spielte dort 18,65 Milliarden Yen (ca. 146,9 Mio. Euro, Kursdatum: Juli 1997) ein. Damit spielte er in Japan mehr als beispielsweise James Camerons Titanic ein und war dort der bis dahin erfolgreichste Film. Diesen Rekord konnte 2001 ein weiterer Film Miyazakis, Chihiros Reise ins Zauberland, noch übertreffen.
Bis 2002 startete der Film in den Kinos mehrerer Länder. Als der Film für die US-Fassung unter der Leitung von Harvey Weinstein umgearbeitet werden sollte, was man bei Studio Ghibli nach den verhassten Nachbearbeitungen von Nausicaä aus dem Tal der Winde in den 1980er Jahren unbedingt vermeiden wollte, wurde diese nicht nur im Lizenzvertrag verboten, sondern Weinstein von Toshio Suzuki ein Schwert mit der Botschaft ‚No Cuts‘ („keine Schnitte“) zugesandt. Die Veröffentlichung in den USA geschah dann in einer originalgetreuen Fassung.
Unter der Aufsicht von Ghibli-Animator Atsushi Okui entstand eine digital restaurierte Fassung, die im April 2025 in den USA erneut auf die Leinwand kam. Sie wurde in 630 Kinos gezeigt.

### In Deutschland
Seine erste Aufführung in Deutschland hatte der Anime am 12. Februar 1998 auf der 48. Berlinale, als Originalversion mit deutschen Untertiteln. Der reguläre Kinostart erfolgte nach mehrfachen, später jeweils wieder zurückgezogenen Ankündigungen endgültig am 19. April 2001. Der Vertreiber Buena Vista hatte dafür schon ein Jahr zuvor anlässlich der Expo in Hannover eine aufwändige und kostspielige deutsche Synchronisation erstellen lassen. Da es nur rund 35 Filmkopien gab, im Vorfeld kaum Werbung gemacht wurde und der Film hauptsächlich in kleinen, ständig wechselnden Programmkinos zu sehen war, erlangte Prinzessin Mononoke hauptsächlich in Anime-Fankreisen und durch Mundpropaganda einen Bekanntheitsgrad. Der Film hatte in Deutschland insgesamt etwa 70.000 Kinozuschauer.
Prinzessin Mononoke wurde in Deutschland zunächst nur auf VHS veröffentlicht (erschienen am 13. Juni 2002) und war ursprünglich nicht als DVD geplant. Durch wachsenden Druck der Fangemeinde entschloss Universum Film sich 2003 doch zu einer ersten DVD-Fassung zum 3. November, die bei einigen Kritikern insgesamt als sehr lieblos gestaltet und nur mit mittelmäßiger Bild- und Tonqualität ausgestattet gilt. Die zweite Ausgabe erschien am 13. November 2006 und zeichnet sich durch bessere Bild- und Tonqualität sowie durch einige Extras aus. Am 11. April 2014 erschien zusätzlich eine Neuauflage des Films auf Blu-ray.
Die deutsche Fernseh-Erstausstrahlung folgte am 24. Dezember 2003 auf RTL II. Mittlerweile wurde der Film einige weitere Male (unter anderem mit herausgeschnittenen Szenen) im Fernsehen gezeigt.

## Synchronisation
Die deutschen Synchronarbeiten fanden bei der Lingua Film in München statt. Cornelius Frommann schrieb das Dialogbuch und führte die Dialogregie.
| Rolle                     | Japanischer Sprecher (Seiyū) | Deutscher Sprecher       |
| ------------------------- | ---------------------------- | ------------------------ |
| Prinz Ashitaka            | Yōji Matsuda                 | Alexander Brem           |
| San / Prinzessin Mononoke | Yuriko Ishida                | Stefanie von Lerchenfeld |
| Madame Eboshi             | Yūko Tanaka                  | Marietta Meade           |
| Moro                      | Akihiro Miwa                 | Mady Rahl                |
| Jiko                      | Kaoru Kobayashi              | Mogens von Gadow         |
| Gonza                     | Tsunehiko Kamijō             | Holger Schwiers          |
| Toki                      | Sumi Shimamoto               | Claudia Lössl            |
| Kouroku                   | Masahiko Nishimura           | Claus Brockmeyer         |
| Ok-Koto                   | Hisaya Morishige             | Jochen Striebeck         |
| Kaya                      | Yuriko Ishida                | Shandra Schadt           |
| Nago                      | Makoto Saitō                 | Dirk Galuba              |

## Auszeichnungen
Prinzessin Mononoke erhielt 1998 bei den Japanese Academy Awards den Preis als Bester Film und den Sonderpreis für das Titellied von Yoshikazu Mera. Bei der Verleihung des Kinema-Jumpō-Preises gewann der Film den Publikumspreis, bei den Hochi Film Awards und den Blue Ribbon Awards Spezialpreise. Beim Mainichi Eiga Concours wurde er neben dem Publikumspreis sowohl als Bester Animationsfilm als auch als Bester Film ausgezeichnet.
Für den Golden Satellite Award war der Film 2000 in der Kategorie Bester Animationsfilm nominiert, musste sich aber John Lasseters Toy Story 2 geschlagen geben. Eine Nominierung als Bester Animationsfilm erhielt der Film auch bei der Verleihung des Las Vegas Film Critics Society Award im Jahr 2000. Für die englischsprachige Version des Films war Hayao Miyazaki für den Annie Award für die Beste Regie bei einem Animationsfilm nominiert. Prinzessin Mononoke war zudem Japans Einsendung für eine Oscar-Nominierung in der Kategorie Bester fremdsprachiger Film, wurde aber weder nominiert noch ausgezeichnet.
Der Film erhielt weitere Auszeichnungen auf verschiedenen Filmfestivals.

## Kritiken
Das Lexikon des internationalen Films urteilte: „Zeichnerisch wie erzählerisch herausragender Zeichentrickfilm, der die Tradition japanischer Animes weiterentwickelt, ohne sich auf ein plakatives Gut-und-Böse-Schema festzulegen. In einigen Kampfszenen fällt die Darstellung von Grausamkeiten für jüngere Zuschauer allzu deutlich aus.“
Marie Anderson urteilte für kino-zeit.de und schrieb: „Stilistisch wie erzählerisch höchst anspruchsvoll [wird] eine gleichermaßen bezaubernde wie bedrohliche Welt voller märchenhaft anmutender Symbole und Verstrickungen [kreiert], die andererseits durch das Szenario der Umweltzerstörung eine beängstigend realistische Komponente erlangen.“
Im Der Spiegel schrieb Oliver Hüttmann: In „dem erfolgreichsten japanischen Film aller Zeiten“ stecke „eine kluge und komplexe Botschaft“. Es ist ein „monumentales Meisterwerk von einem tiefen Humanismus und freiheitlichen Geist geprägt“.
Top-Videonews wertete: „Hayao Miyazaki gelingen nicht nur atemberaubende Bilder und temporeiche Action-Szenen, sondern auch mehrschichtig gezeichnete Figuren, deren Charaktere nicht in das für Märchen übliche eindeutige Gut-Böse-Schema passen. So ist San keineswegs die moralisch überlegene Heldin und Eboshi ebenso wenig nur die ausbeuterische Herrin. Gerade die Brüche der klassischen Klischees machen diese Figuren ausgesprochen interessant. Vor dem Hintergrund des Kriegs mythischer Tiergötter gegen die Menschen greift Miyazaki auf eines seiner Hauptthemen zurück und mahnt – ohne belehrend zu klingen – das friedliche Zusammenleben zwischen Mensch und Tier, Technik und Natur an. Er verzichtet darin bewusst nicht auf die Darstellung von Gewalt, bettet diese aber immer in den Rahmen der Handlung ein.“
Bei der Deutsche Film- und Medienbewertung (FBW) erhielt der Film das „Prädikat wertvoll“: Wenn sich der Zuschauer in der ihm fremden fernöstlichen Mythologie und Mentalität erst einmal zurechtfinde, wenn er nicht mehr stutze angesichts der Lakonik, mit der z. B. Gewaltszenen dargestellt werden, dann werde er entschädigt durch einen facettenreichen Animationsfilm, der nicht nur ein Märchen mit ökologischer Botschaft erzähle, sondern auch zahlreiche Nebenhandlungen mit ironischer Brechung aufweise. Dabei werde eine Schwarz-Weiß-Zeichnung – die „gute“ Natur und die „böse“ Zivilisation – vermieden. Stattdessen handeln alle Figuren nach ihrer eigenen Logik und ihren eigenen Interessen. Zudem werde die Geschichte optisch opulent und in der Zeichnung der Figuren einfallsreich umgesetzt. Die Tongestaltung sei sorgfältig und erlaube sich inmitten des vielen Kampfgetümmels gelegentlich sogar absolute Stille.
Von einer Minderheit wurde dagegen die überlaute Musik sowie der Umstand kritisiert, dass sich der Zuschauer angesichts der vielen Mythen nur schwer zurechtfinden könne.

## Hintergründe
Weil Charaktere, Set und Handlung des Films von Miyazaki bewusst in der Muromachi-Zeit angesiedelt wurden, wird Mononoke Hime auch als indirekter Vertreter des Jidai-geki-Filmgenres gehandelt.
Der Film ist einer der wenigen des Studio Ghibli, die erst ab zwölf Jahren freigegeben sind. Hayao Miyazaki sagte dazu: „Wenn es einen Kampf gibt, ist es unausweichlich, dass Blut fließt, und das darzustellen, können wir nicht vermeiden.“ („When there is a fight, some blood is inevitably spilled, and we cannot avoid depicting it.“)
Das Wort mononoke (物の怪) ist kein Name, sondern ein japanischer Sammelbegriff für Ungeheuer, Dämonen, Geister und Gespenster und (teil-)synonym zu Yōkai.

## Soundtrack
Den von Joe Hisaishi komponierten Soundtrack gibt es in Japan in verschiedenen Versionen auf CD: als normalen Soundtrack (veröffentlicht 1997 auf dem Label Tokuma Japan Communications, in Europa bei Milan (Warner)), als Image-Album, in Orchesterfassung und in Kombination mit dem Ghibli-Film Chihiros Reise ins Zauberland als Doppel-CD. In Deutschland ist der Soundtrack bei Editions Milan Music erschienen.
Das Thema Mononoke Hime wurde von Hayao Miyazaki getextet, von Joe Hisaishi komponiert und von dem Countertenor Yoshikazu Mera gesungen.

## Adaptionen
Es existiert eine vierbändige Adaption als Anime-Comic, die in Deutschland im Carlsen Verlag erschienen ist.

## Nachwirkungen
Mit Prinzessin Mononoke und dem nachfolgenden Film Chihiros Reise ins Zauberland wurde Studio Ghibli Ende der 1990er Jahre zu einem Aushängeschild der japanischen Animationsbranche. Prinzessin Mononoke trug zum Anime-Boom um 2000 bei und war der internationale Durchbruch des Studios.
Das französische Blackgaze-Projekt Alcest ließ sich von Prinzessin Mononoke für ihr 2016 herausgegebenes fünftes Studioalbum Kodama inspirieren. In diesem greifen die Musiker ebenfalls auf den Konflikt zwischen der Natur und der Menschheit auf.